# Middlefingers
Middlefingers es un grupo musical de punk rock de Madrid (España), bajo la influencia de grupos clásicos del punk y el rock and roll como Ramones, Social Distortion, Johnny Thunders, Buzzcocks, The Clash, Motörhead...
Comienzan como trío con un sonido más cercano al punk, grabando una primera maqueta en directo, pero al poco tiempo incorporan un segundo guitarrista para asentar el sonido rock and roll y grabar una nueva maqueta, esta vez en estudio, con 4 temas.
Tras varios cambios de formación, en 2007 graban su primer disco homónimo.
La formación actual, de nuevo en formato de trío y con una pequeña vuelta al punk, cuenta con Ricardo a la voz y a la guitarra, quien ha tocado también en bandas como TDeK y Fast Food, Edu Morales al bajo, que toca también en Electric Fence y Alfonso a la batería..

## Álbum Middlefingers
- (You're my) enemy.
- Oh yeah!.
- She came from hell.
- Gimme cash.
- Awh awh (I love the sound).
- Leaders.
- Seven.
- Forever.
- Blood boils.
- Devil is my girl.
- Nothing by myself.
- Microphone.